# سیارک ۴۵۲۶
سیارک ۴۵۲۶ (به انگلیسی: 4526 Konko، نامگذاری:1982KN1) چهار هزار و پانصد و بیست و ششمین سیارک کشف شده‌است که در ۲۲ مه ۱۹۸۲ کشف شد.
قدر مطلق سیارک برابر ۱۲٫۲۰ است.